# Mérite Christine-Tourigny
Le Mérite Christine-Tourigny est un prix ou mérite, décerné chaque année par le Barreau du Québec à une avocate pour récompenser son engagement envers la profession, son engagement social et sa contribution particulière à la progression des femmes dans la profession.

## Lauréats
- 1998 : Christine Tourigny
- 1999 : Réjane Laberge-Colas
- 2000 : Lise Gaboury
- 2001 : Louise Mailhot
- 2002 : Lucie Lamarche
- 2003 : Jocelyne Olivier
- 2004 : Renée Dupuis
- 2005 : France Thibault
- 2006 : Andrée Côté
- 2007 : Sophie Bourque
- 2008 : Lise Malouin